# Apothekergasse 7 (Esslingen)

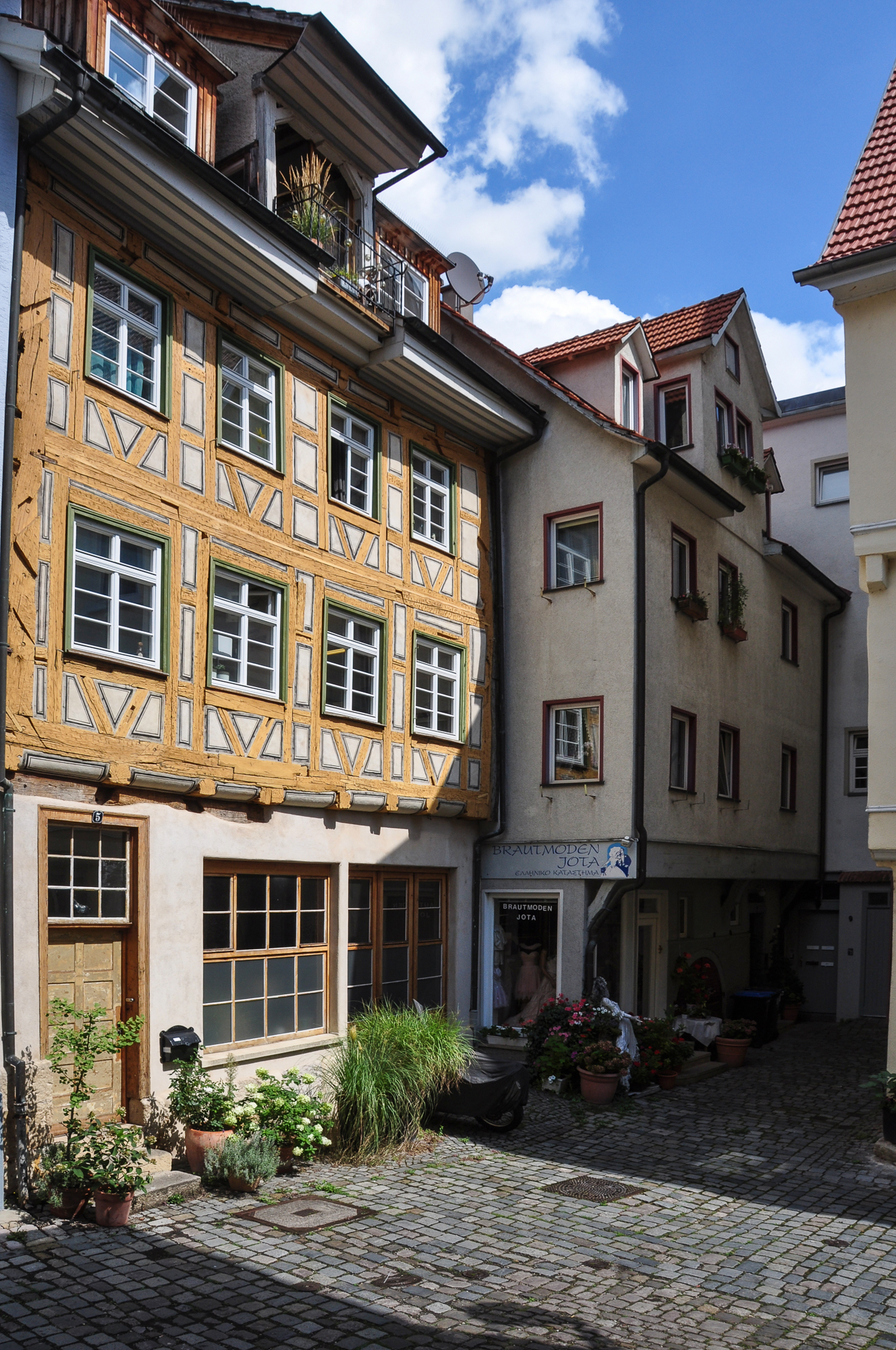
Haus Apothekergasse 7 in Esslingen am Neckar (rechts)

Das Gebäude Apothekergasse 7 in Esslingen am Neckar, einer Stadt im Landkreis Esslingen in Baden-Württemberg, wurde 1347 errichtet. Das Wohn- und Geschäftshaus ist ein geschütztes Kulturdenkmal.
Das traufständige, verputzte Fachwerkhaus besitzt einen eigenständig abgezimmerten Unterstock. Der zweigeschossige Überbau in Ständerbauweise kragt weit vor und ist mit Bügen unterfangen. Der gewölbte Keller mit rundbogigen Eingang wird durch einen mächtigen Kellerhals erschlossen. Das Zwerchhaus mit Ladeluke wird von zwei Dachgauben flankiert. 
Im Jahr 1896 wurde der Laden im Erdgeschoss und die neue Haustür mit Oberlicht eingebaut. 